# 도니 해서웨이
도니 해서웨이(Donny Hathaway, 1945년 10월 1일 - 1979년 1월 13일)는 미국의 소울/R&B 뮤지션이다.
"The Ghetto, Part I" (1970) 이란 싱글곡으로 데뷔하였고 동해에 Everything Is Everything 이란 이름의 앨범을 발표하였다. 지속적으로 앨범을 발표하였고 "You've Got a Friend" "Little Ghetto Boy" "This Christmas" 등의 곡을 히트시켰다.

## 생애
그는 어려서부터 가스펠 싱어로서 평판이 높은 할머니와 함께 자라났다. 도니는 이 할머니의 영향으로 가스펠의 기초와 뿌리를 많이 접할 수 있었다. 1964년 워싱턴에 있는 Howard University에서 도니는 음악을 공부하기 시작하였다. 그 학교에서 룸메이트인 Leroy Hutson을 만났다. 이 둘은 1970년 도니의 히트작 'The Ghetto'란 노래를 함께 작업했다. 도니는 Ric Powell Trio라는 재즈그룹에서 노래를 부르며 음악의 이론을 공부했다. 그리고 1969년 'I Thank You Baby'라는 곡으로 첫 히트를 내었던 Curtis Mayfield 프로덕션에서 제작자로 일하게 되었다. 또 이후에 Carla Thormas, Jerry Butler 등의 유명 가수들과 함께 Chess and Stax Labels에서 일하였다. 그리고 King Curtis를 통해 Atco/Atlantic Record사에서 그의 이름을 내세운 앨범을 만들게 되어 드디어 작곡과 보컬을 겸비한 솔로 아티스트로 거듭나게 되었다. 그 후 도니는 Aretha Franklin, Roberta Flack, Jerry Butler등의 유명가수들과 듀엣을 하면서 명성을 키워갔다.
1972년 로버타 플랙과 듀엣 앨범을 내었고 앨범 내의 Where Is the Love란 곡으로 큰 인기를 얻게 되어 같은 해의 그래미상을 수상하였다. 하지만 그가 평소에 앓던 우울증으로 두 사람은 음악적 관계를 지속시키지 못했다. 그 상태로 몇 년이 지난후 1978년 두 사람은 화해하고 다시 앨범 작업을 시작하였다. 두 번째 앨범 세션 작업 중이었던 1979년 1월 13일에 뉴욕에 있는 Essex House 호텔에서 도니는 그가 묵었던 15층 방 창문에서 투신한 사체의 모습으로 발견되었다. 당시 조사원들은 격투, 몸부린 친 흔적이 없는 걸로 봐서 전형적인 투신 자살로 사건을 종결했다.
도니의 가까운 친구들은 당혹스러워 하면서 그의 명성과 화려한 경력을 고려해 볼때 상당히 당황스러운 일이 아닐 수 없다고, 하지만 생의 종말을 향한 병적인 자신의 정체성 문제 같은 것이 사인이 아닐까 생각한다고 말했다. 그가 죽고 난 다음해인 1980년에는 그 전해 Roberta Flack과 듀엣 작업했던 곡 'Back Togerther Again' 이 uk차트 3위에 올랐다.
도니는 많은 제자들을 양성했다. 그의 딸인 Lalah Hathaway는 현재 가수로 활동하고 있다.

## 앨범
- Everything Is Everything (Atco 1970)
- Donny Hathaway (Atco 1971)
- Donny Hathaway Live (Atco 1972)
- Come Back Charleston Blue film soundtrack (1972)
- with Roberta Flack: Roberta Flack And Donny Hathaway (Atlantic 1972)
- Extension Of A Man (Atco 1973)
- with Roberta Flack: Roberta Flack Featuring Donny Hathaway (Atlantic 1980)
- In Performance (1980)
- These Songs For You, Live! (2004)